# 愛宕神社 (入間市)
愛宕神社（あたごじんじゃ）は、埼玉県入間市にある神社である。社伝によると、創建年代は不詳だが、武蔵野の開発と共に天照大御神を祀り1000年以上の歴史があり、地域の産土神として親しまれている。新田義興の首が埋められたとの伝承があり首塚がある。映画『石合戦』（1955年、日活）のロケ地でも使われた。

## 祭神
- 天照大御神（あまてらすおおみかみ）
- 別雷神（わけいかずちのかみ）
- 火産霊神 （ほむすびのかみ）
- 新田義興

## 由緒
- 創建年代は不詳。武蔵野の開発と共に天照大御神を祭祀したと言われている。
- 1358年（正平13年）新田義興主従の首実検が当地で行われてから災いが相次いだため、1360年（正平16年）に新田大明神を合祀
- 1649年（慶安2年）江戸幕府から社領8石の御朱印状を受領
- 1872年（明治5年）愛宕神社と改称し、村社に列格
- 1907年（明治40年）東愛宕神社を合祀[4]

## 境内社

### 日枝神社
相殿 - 十三騎、稲荷神社、八雲神社、御岳神社、金毘羅神社

### 蚕影神社
- 祭神は、稚産霊神（わかむすびのかみ）。
- 由緒 - 1819年（文政2年）、常陸国筑波郡の蚕影神社から分霊を勧請。1931年（昭和6年）、入間市立豊岡小学校に奉安殿が造営された。1945年（昭和20年）、神道指令等により奉安殿は廃止を命じられ、当社の境内に移転し保全をした。1954年（昭和29年）、当社の社殿として改築・移築した[5]。

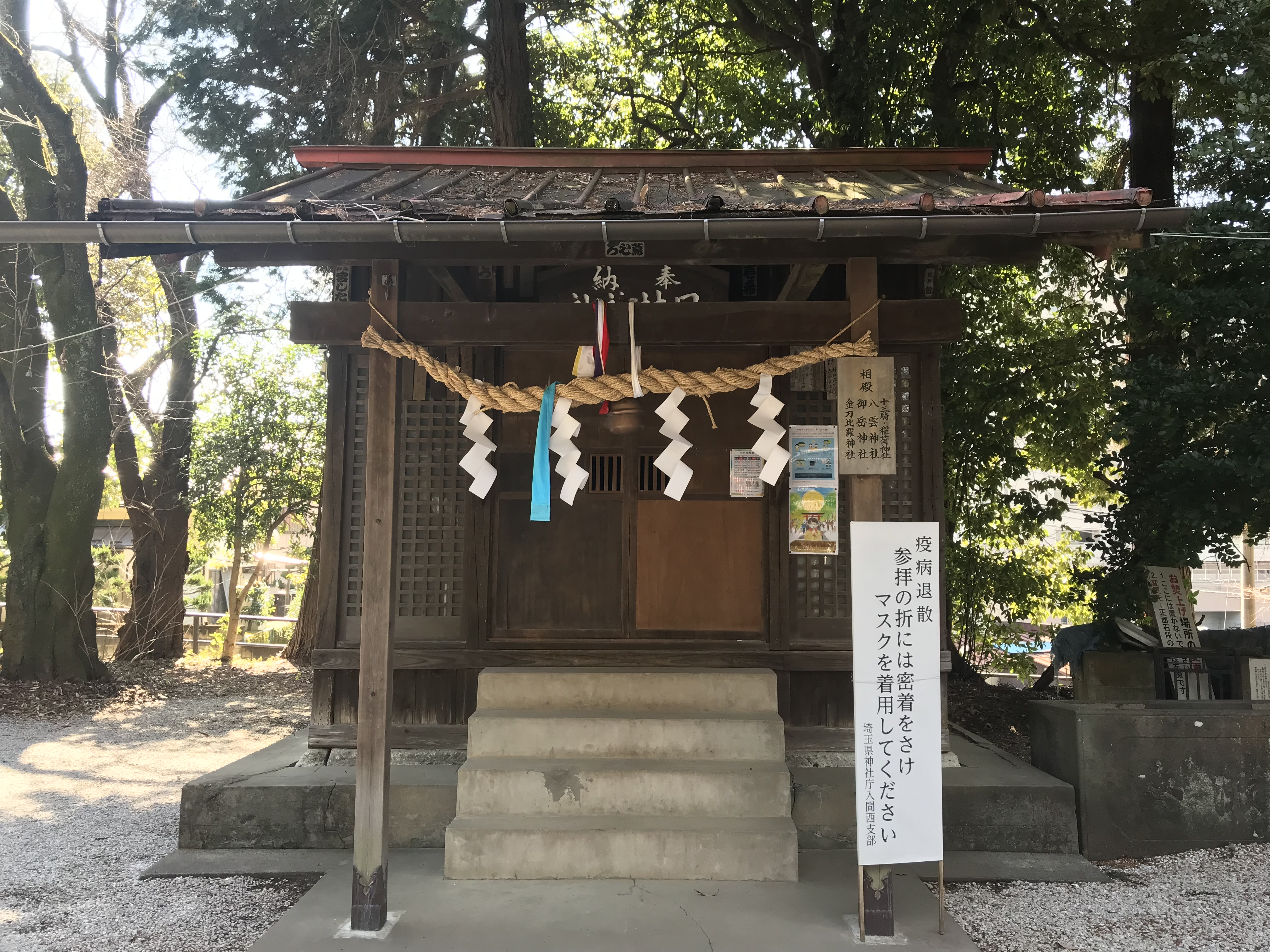
日枝神社
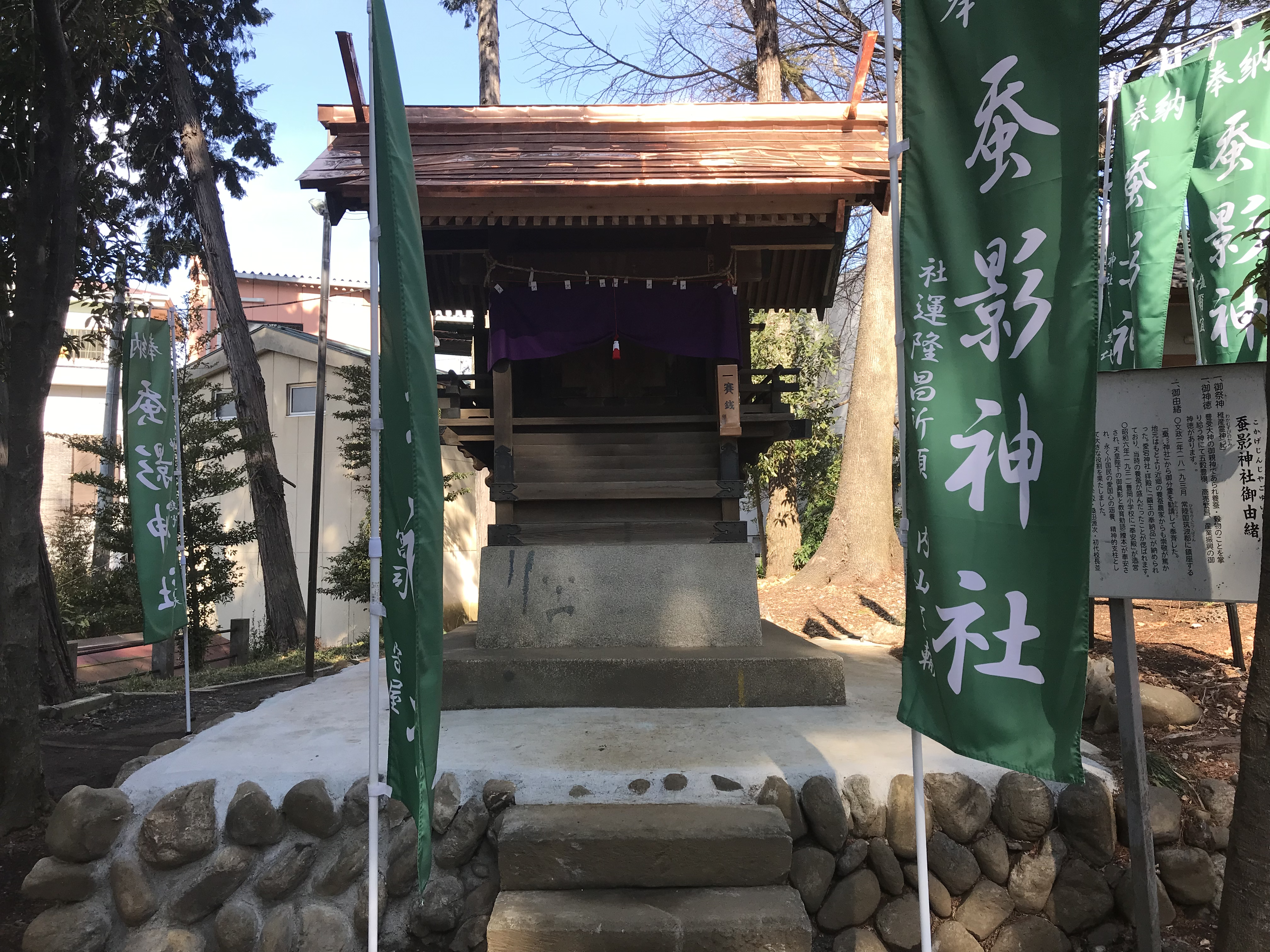
蚕影神社

## 境内
- 首級の松 -　1358年（正平13年）、謀略により急襲・殺害され舟中で１３人の家来と共に自刃した新田義興の首は、足利基氏の陣屋（入間市駅説）で首実検の後、当社拝殿前に葬られた。その目印に松と杉の枝を挿し、その松が根付き「初代の首塚の松」となったと伝えられている。この松には、幹の途中で桜が咲くようなことがあったが、1959年（昭和34年）の伊勢湾台風で甚大な被害を受け枯死した[6]。新田義興の胴体は、新田神社に埋葬されている[7]。
- 十三塚 - 新田義興と共に討ち死にした十三人の従者の首も足利基氏の陣屋で首実検され、この地に埋葬された[8]。
- 勝海舟 揮毫の扁額 - 勝海舟が晩年、扇町屋に滞在した際に揮毫したとされる[9]。
- 芭蕉の句碑 - 「ひらひらと 挙ぐる扇や 雲の峰」[10]
- 神楽殿

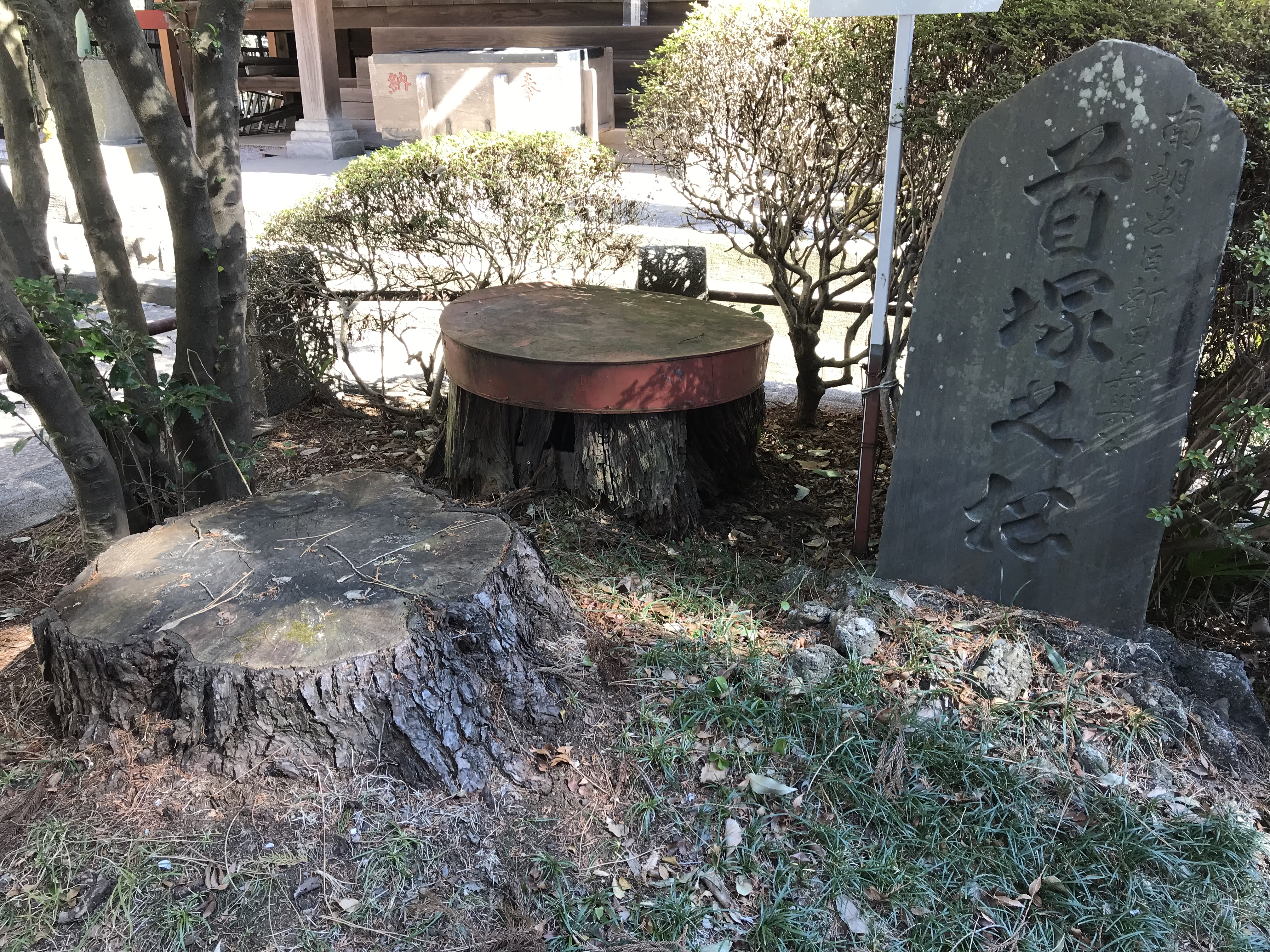
新田義興の首塚
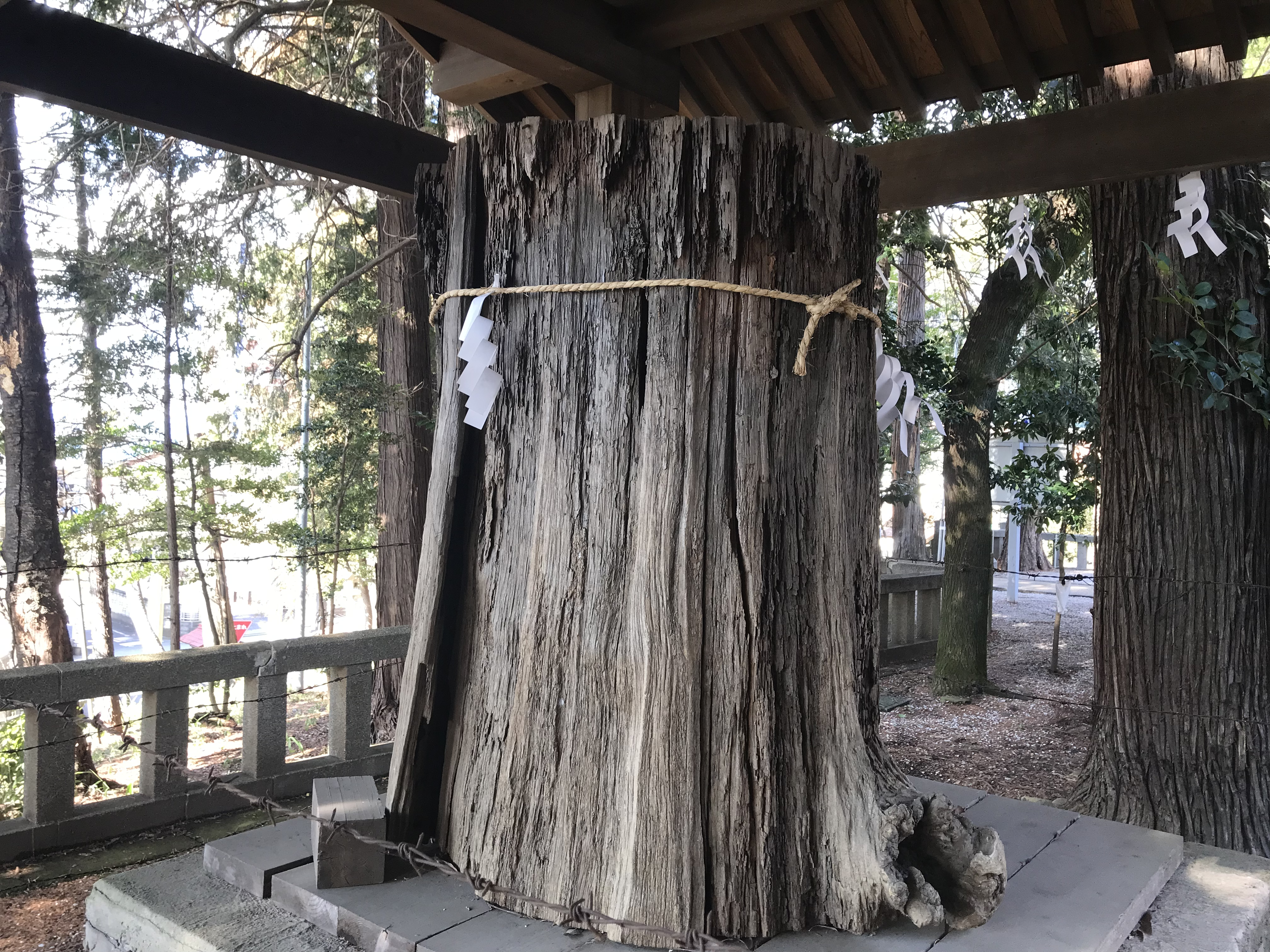
首級の松
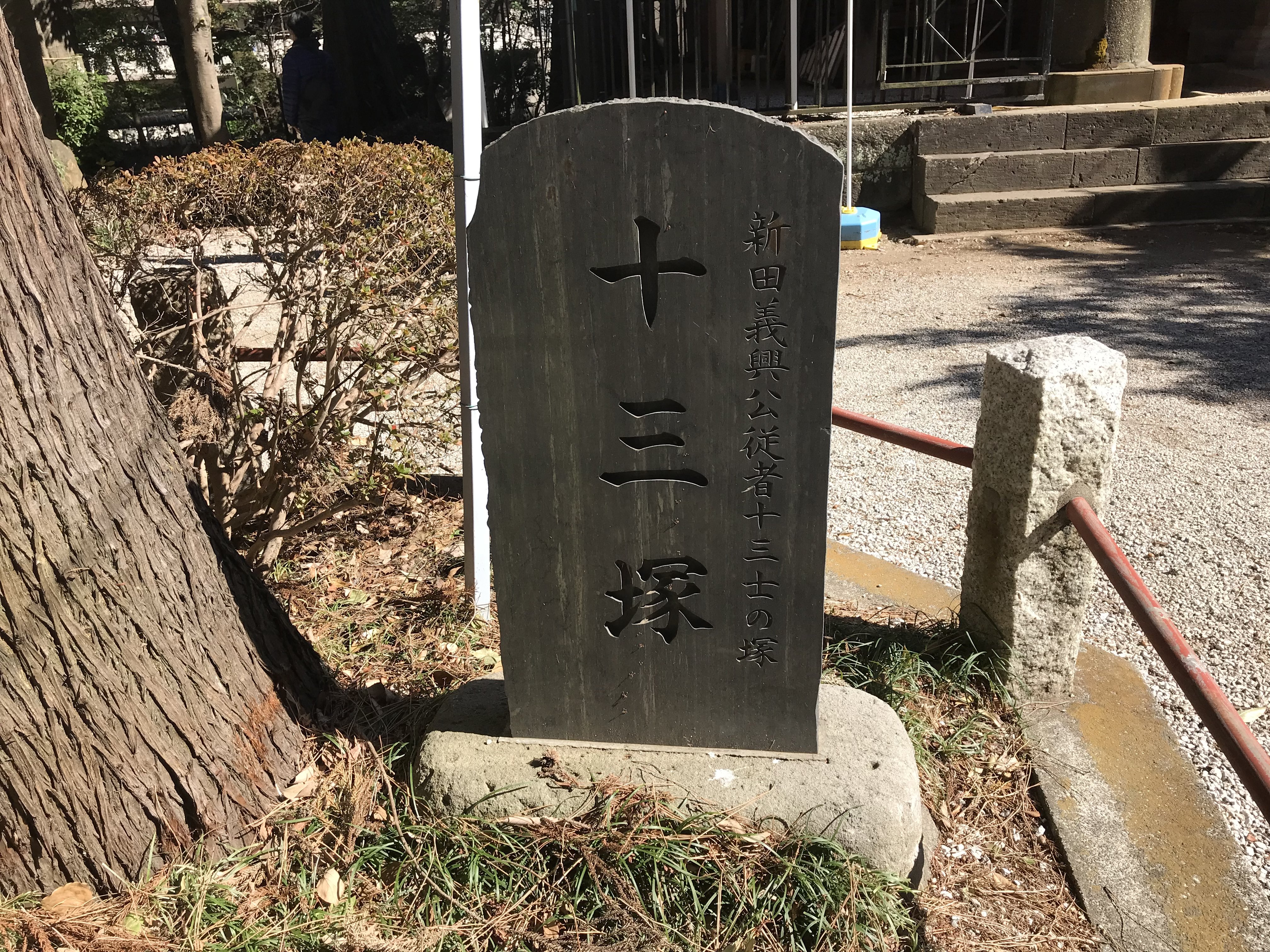
十三塚
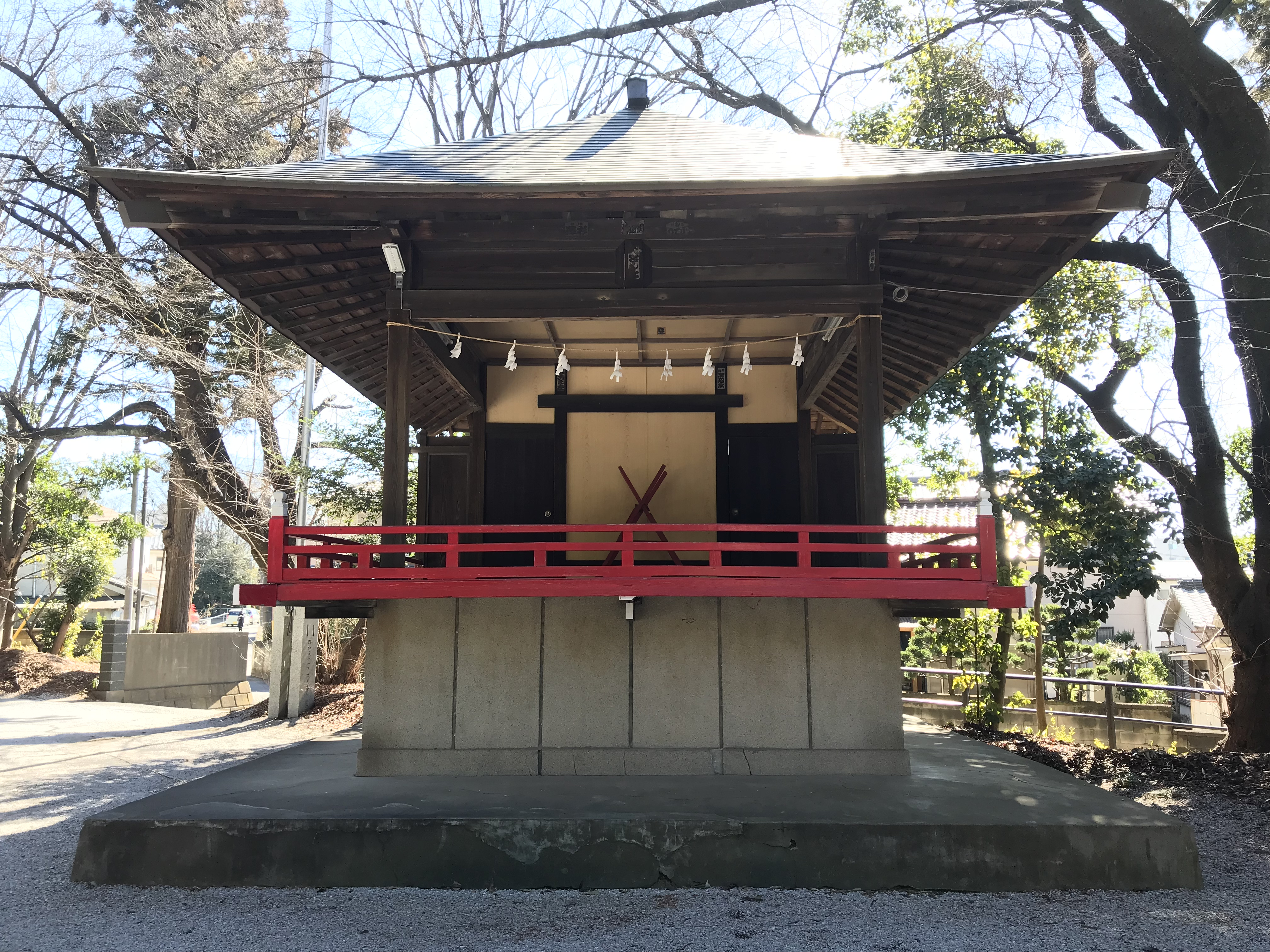
神楽殿

## おとうろうまつり
当社の春季例大祭と、旧扇町屋村に準ずる三地区・三つの自治会（扇町屋第一区が賀美町、扇町屋第二区が奈賀町、豊岡第三区が志茂町）の区民まつりの合同行事であり、毎年４月下旬の土日に行われる。賀美町・奈賀町・志茂町の屋台が巡行される。中でも、志茂町の屋台は、川越市の志義町（現仲町）で1836年（天保7年）に造られ、1952年（昭和27年）に越生町より譲り受けたもので、入間市の指定文化財である。その他には、わんぱく相撲土俵入り、三宅太鼓の披露、入間鳶土木工業会による「梯子乗り」などが行われる。

## 祭事一覧
- 元旦祭（1月1日）
- 春季例大祭（4月24日）
- 秋祭（9月15日）
- 七五三祭（11月）
- 新嘗祭（11月23日）[1]

## 現地情報
所在地
- 埼玉県入間市豊岡3丁目7-32

交通アクセス
- 鉄道 - 西武池袋線 入間市駅（徒歩約10分）
- 車 - 国道463号 入間市役所から西に1分未満。